# 흘수선

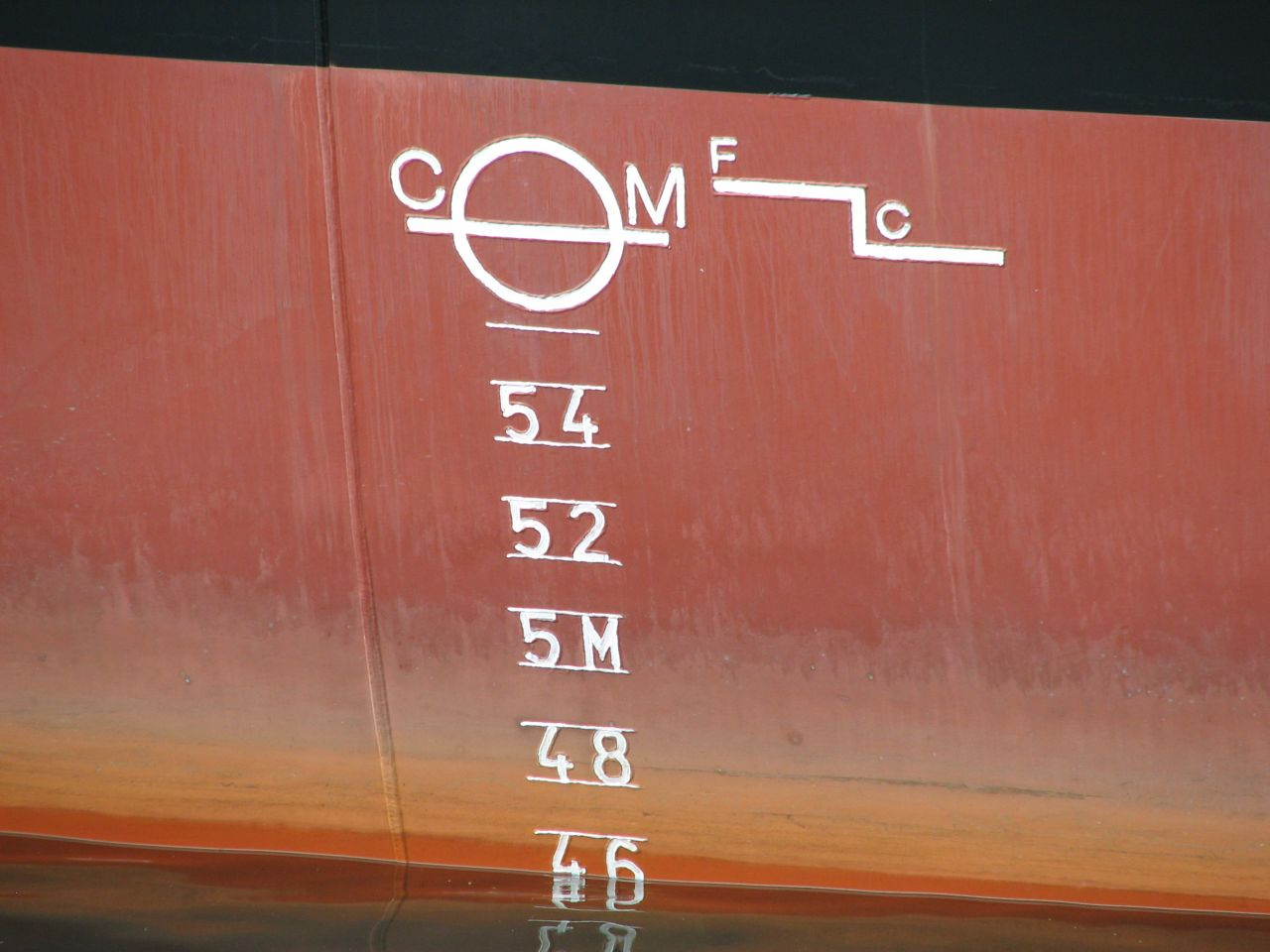

흘수선(吃水線, Waterline)은 선박의 선체과 수면이 만나는 선이다. 안전하게 항해할 수 있는 흘수선을 만재흘수선(滿載吃水線, Designed Load Water Line)이라고 한다.
구체적으로 이는 국제 만재선, 플림솔선 및 흘수선(선박 중앙에 위치)으로도 알려진 특수 표시의 이름이기도 하며, 이는 선박의 흘수와 특정 조건에 따라 선박이 적재될 수 있는 법적 한계를 나타낸다. 특히 발생할 수 있는 파도의 위험과 관련하여 부력을 안전하게 유지하기 위해 물의 종류와 온도를 확인해야 한다. 따뜻한 물은 차가운 물보다 밀도가 낮아 부력이 떨어지기 때문에 다양한 수온이 선박의 흘수에 영향을 미친다. 마찬가지로, 담수는 염수나 해수보다 밀도가 낮으며 부력에 대한 유사한 감소 효과가 있다.
변위형 선체가 있는 선박의 경우 선체 속도는 무엇보다도 흘수선 길이에 의해 정의된다. 범선에서 흘수선 길이는 보트의 굽힘에 따라 크게 변할 수 있으며 보트 속도에 동적으로 영향을 미칠 수 있다.
흘수선은 선박이 수평 트림 위치로 떠 있을 때 수면과 평행한 선박 선체의 모든 선을 나타낼 수도 있다. 따라서 흘수선은 해군 건축 라인 계획에서 선체의 모양을 나타내는 데 사용되는 "선박 라인"(ships lines) 클래스이다.
항공기 설계에서 "흘수선"이라는 용어는 항공기에 있는 품목의 수직상의 위치를 나타낸다. 이는 (일반적으로) X × Y × Z 좌표계의 Z축이며, 다른 두 축은 동체 스테이션(fuselage station, X)과 엉덩이 선(buttock line, Y)이다.

## 같이 보기
- 흘수
- 플림솔 신발